# 回游式庭园

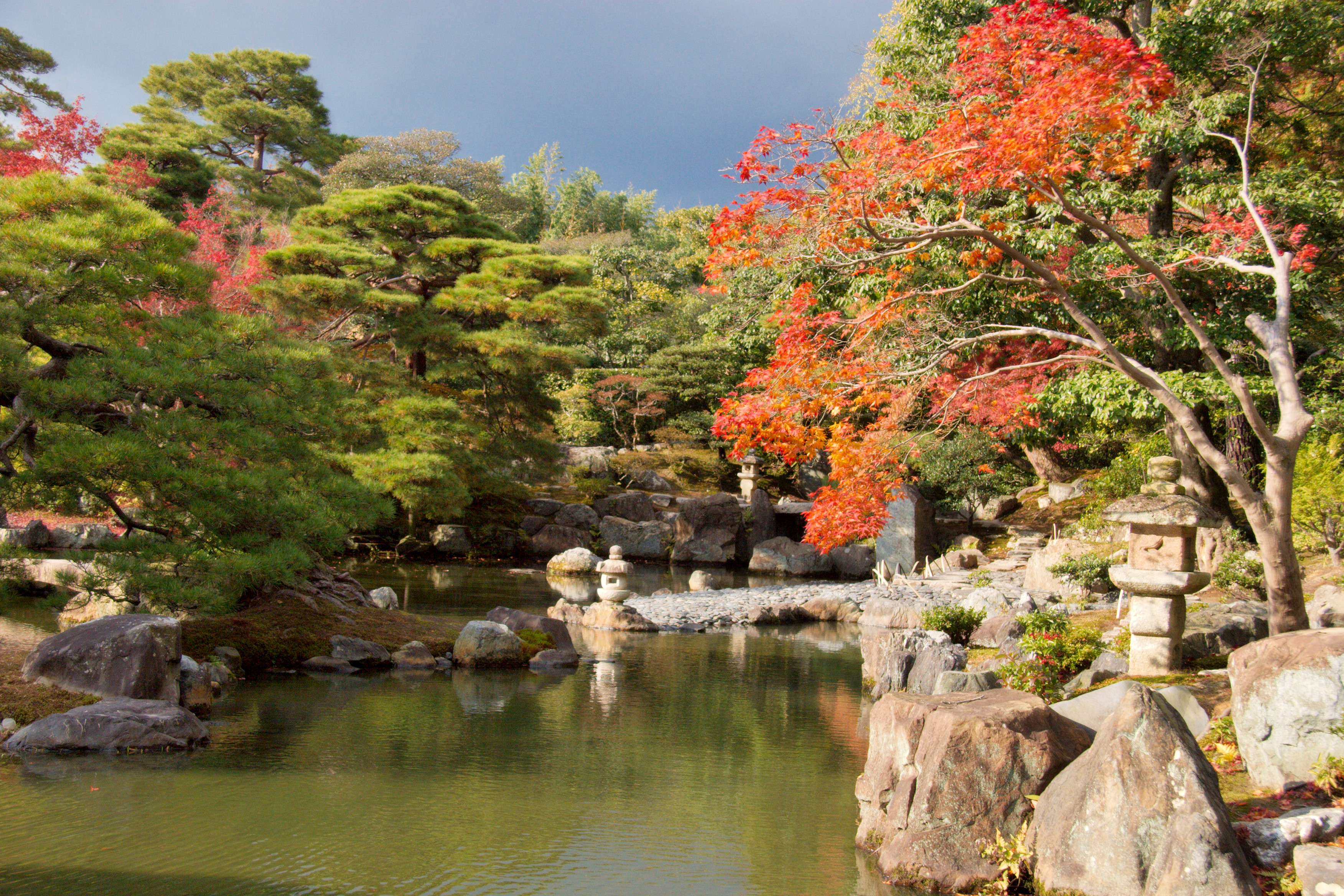
桂离宫的庭院

回游式庭园是日本庭园的一种，其特点可以在庭园中来回游览而欣赏美景。尽管日本以外也有许多庭园有着移步换景的欣赏特点，但“回游式庭园”一词在园林学中主要仅指日本的此类庭园。

## 概述
回游式庭园常见于室町时代的禅宗寺院和江户时代的大名建造的庭园。回游式庭园被认为是日本庭园的集大成者和日本庭园建筑艺术的顶峰。
常见的回游式庭园一般带有水池，因而也被称作池泉回游式庭园。池泉回游式庭园在园林安排中会一个大池塘为中心，在池塘周围设置道路和假山。池塘中央也会筑起小岛，桥梁，并在园内放置名石，以及模仿别地之风景名胜。园林内会在风景之处设置茶室和凉亭，散步时可以坐下休息并观赏庭园内的诸景观。

## 回游式庭园代表

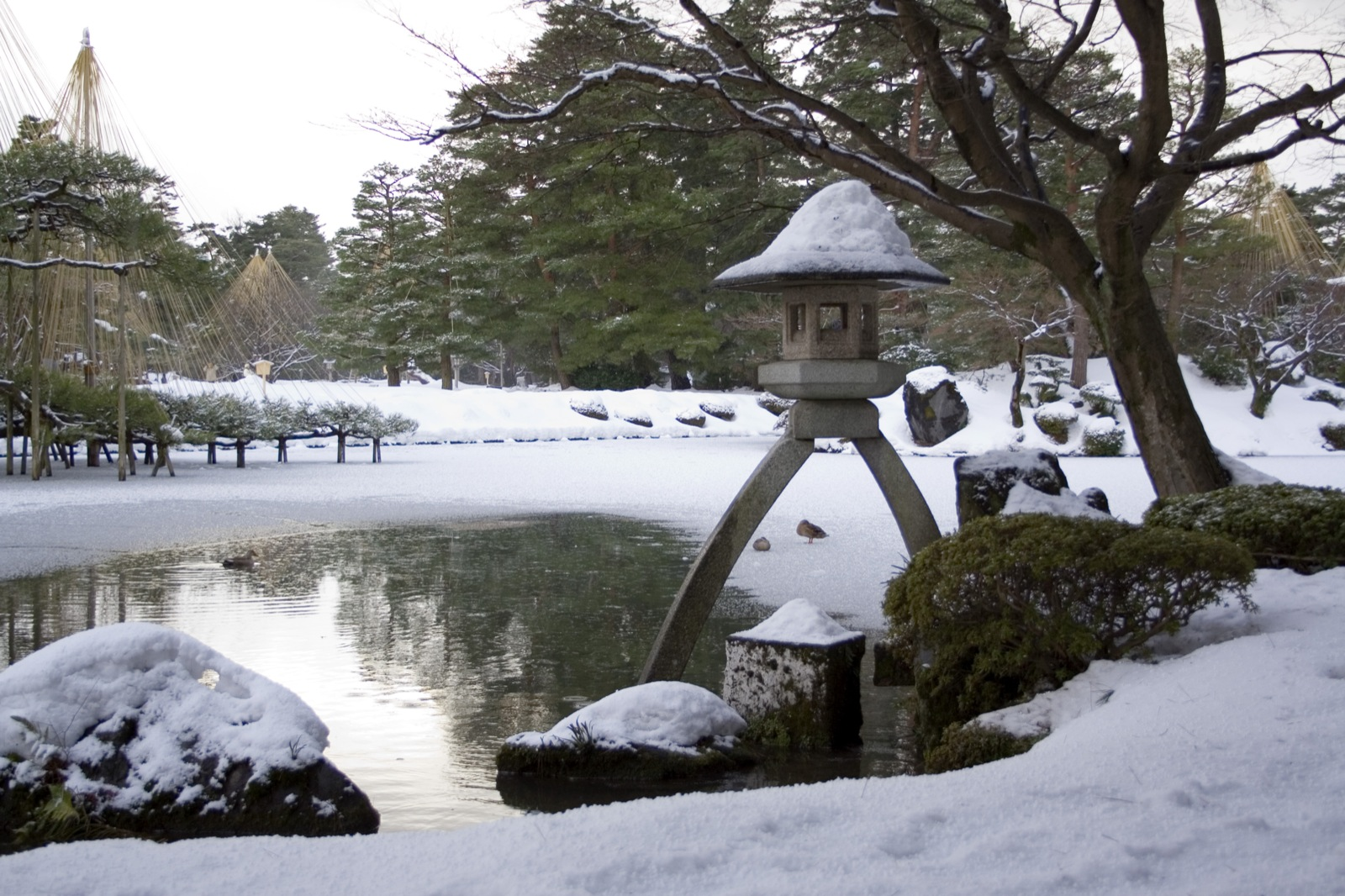
日本三名园之一的兼六园即为典型的池泉回游式庭园

- 小石川后乐园（东京都文京区）- 特别史迹/特别名胜
- 六义园（东京都文京区）- 特别名胜
- 滨离宫恩赐庭园（东京都中央区） - 特别史迹/特别名胜
- 兼六园（石川县金泽市）- 特别名胜
- 一乘谷朝仓家庭园（福井县福井市） - 特别史迹/特别名胜
- 玄宫园（滋贺县彦根市） - 特别史迹·名胜
- 桂离宫花园（京都府京都市西京区） -宫内厅管理
- 六园寺庭园（京都府京都市北区） - 特别史迹/特别名胜/世界遗产
- 慈照寺庭园（京都府京都市左京区） - 特别史迹/特别名胜/世界遗产
- 天龙寺庭园（京都府京都市右京区） - 史迹/特别名胜/世界遗产
- 西芳寺庭园（京都府京都市西京区） - 史迹/特别名胜/世界遗产
- 二条城二之丸庭园（京都府京都市中京区） - 史迹/特别名胜/世界遗产
- 醍醐寺三宝院（京都府京都市伏见区） - 特别史迹/特别名胜
- 足立美术馆花园（岛根县安来市）
- 后乐园（冈山县冈山市北区）- 特别名胜
- 栗林公园（香川县高松市）- 特别名胜
- 识名园（冲绳县那霸市）- 特别名胜、世界遗产